# Туручица
Туручица (алб. Turuçicë) је насељено место у општини Подујево, Косово и Метохија, Република Србија.

## Демографија
| Демографија | Демографија | Демографија |
| Година      | Становника  | Становника  |
| ----------- | ----------- | ----------- |
| 1948.       | 445         |             |
| 1953.       | 470         |             |
| 1961.       | 499         |             |
| 1971.       | 530         |             |
| 1981.       | 428         |             |
| 1991.       | 371         |             |